# Demonax apicipennis
Demonax apicipennis là một loài bọ cánh cứng trong họ Cerambycidae.